# Sagami-Bucht
Koordinaten: 35° 7′ 0″ N, 139° 23′ 0″ O

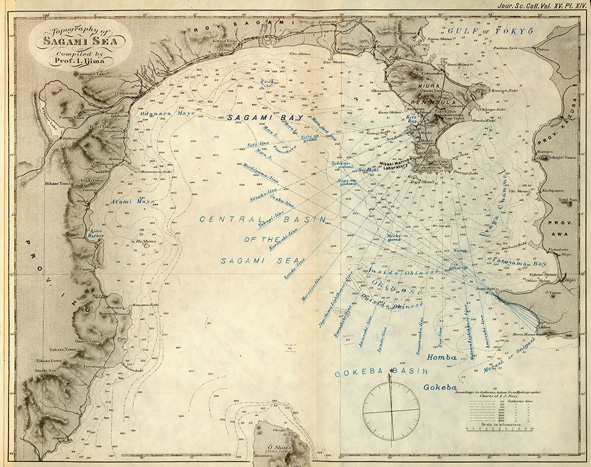
Topographie der Sagami-Bucht auf einer Karte Anfang des 20. Jahrhunderts, aus Ijima (1901)

Die Sagami-Bucht (jap. 相模湾, Sagami-wan, auch bekannt als Sagami-Golf oder Sagamibucht) liegt im Süden der Präfektur Kanagawa in Honshū in Zentral-Japan. Die Miura-Halbinsel im Osten trennt sie von der Bucht von Tokio, die Izu-Halbinsel begrenzt sie im Westen. Sie liegt etwa 40 km südwestlich der Hauptstadt Tokio. In ihr mündet der Sagami.
Das davor liegende Seegebiet zwischen der Bōsō-Halbinsel im Osten und der Izu-Halbinsel im Westen mit der Insel Izu-Ōshima dazwischen wird als Sagami-nada (相模灘, auch Sagami-See) bezeichnet. Der an der Bucht gelegenen Stadt Kamakura ist der Strand Yuigahama vorgelagert.

## Biologische Erforschung
Auf einer nur 1000 km² messenden Fläche mit einer durchschnittlichen Tiefe von 1000 m ist eine der reichsten marinen Faunengemeinschaften der Erde heimisch. Bodenbewohnende Organismen, welche sonst nur aus tieferen Regionen des Pazifischen Ozeans bekannt sind, treten auf begrenztem Raum in großer Vielfalt auf. Die Erforschung dieser besonderen Meeresfauna nahm ihren Anfang mit den Arbeiten des deutschen Zoologen Ludwig Döderlein (1855–1936), der zwischen 1879 und 1881 an der Universität Tokio als Dozent für Naturwissenschaften tätig war. Sein Verdienst besteht darin, dass er als erster die Welt auf den ungewöhnlichen Artenreichtum der Sagami-Bucht aufmerksam machte. Er war es auch, der seinen japanischen Kollegen in Tokio die Gründung einer meeresbiologischen Station nahelegte, um die Fauna der Sagami-Bucht systematisch zu erkunden. Misaki schien ihm ein geeigneter Ort zu sein, da die Halbinsel zwischen der Tokio- und der Sagami-Bucht vor allem logistische Vorteile bot und von der Hauptstadt leicht zu erreichen war. Im Jahr 1886 wurde das Bauprojekt für die Station verwirklicht und Japan erhielt erstmals ein Zentrum der meeresbiologischen Forschung.
Nach dem Zweiten Weltkrieg wurden verschiedene Faunengruppen der Sagamibucht auf Initiative von Michi-no-miya Hirohito (1901–1989) bearbeitet. Hirohito war zwar mehr in seiner Eigenschaft als japanischer Kaiser (posthum als Shōwa-tennō) bekannt, betrieb aber auch eine private Forschungsstation an der Südspitze der Izu-Halbinsel. Hier gab er durch die Bearbeitung seiner Expeditionsausbeuten japanischen Wissenschaftlern die Möglichkeit zur taxonomischen Arbeit. So erschienen im Verlag des Kaiserlichen Haushalts umfangreiche Monographien zu den Crustaceen, Hydroiden und Schwämmen. Die eindrucksvollen Sammlungen des Kaisers beherbergt heute das unter modernsten konservatorischen Gesichtspunkten errichtete Showa Memorial Institute in Tsukuba nördlich von Tokio.
Erst in den letzten 20 Jahren rückte die Sagamibucht wieder in den Blickpunkt der multidisziplinären Forschung. Japanische und internationale Wissenschaftler legten mit Unternehmungen wie dem Kaiko-Projekt und dem Sagami-Projekt neue Ergebnisse zur Geologie, Ozeanographie und Biologie der Region vor. Besonders der Einsatz von bemannten Tauchbooten brachte neues Licht in die Lebensgemeinschaften am Tiefseeboden.

## Ozeanographie
Eine Ursache für die hohe Biodiversität der Sagamibucht ist das Zusammentreffen zweier Meeresströmungen in diesem Gebiet. Aus dem Raum der Philippinischen Inseln zieht in nordöstlicher Richtung ein ca. 100 km breiter und durchschnittlich 24 °C warmer Meeresstrom entlang der Ostküste Japans. Dieser Strom tritt in der Sagamibucht auf die nördlichste Inselküste und verlässt sie in einer scharfen Biegung nach Osten in den offenen Ozean. Die im Sommer zu beobachtende dunkelblaue Färbung des Wassers, gab ihm den Namen Kuroshio – der schwarze Strom. Warmes Wasser und hoher Nährstoffgehalt schaffen die Voraussetzung für reiche Phyto- und Zooplanktongehalte im Meer. Von Norden streift der vom Beringmeer ausgehende kalte Kurilenstrom die japanische Küste in Richtung Südwesten. In der Sagamibucht überlagern sich beide Strömungen, wobei das kältere Wasser im Nordteil aufsteigt und im Südteil das warme Wasser des Kuroshio dominiert. Eine scharfe Trennlinie existiert jedoch nicht – diese verschiebt sich saisonal, oft innerhalb weniger Tage oder sogar Stunden. Das Temperaturgefälle bedingt ein Massensterben vieler Plankton-Organismen, die als organischer Regen in die Tiefe sinken und die Nahrungsgrundlage der Bodenbewohner bilden. Es kommt zum Austausch pazifischen Tiefenwassers über den Sagami-Graben, einer ca. 80 km langen tektonischen Rinne, welche die Bucht in westlicher Richtung mit dem Pazifik verbindet.

## Tektonik

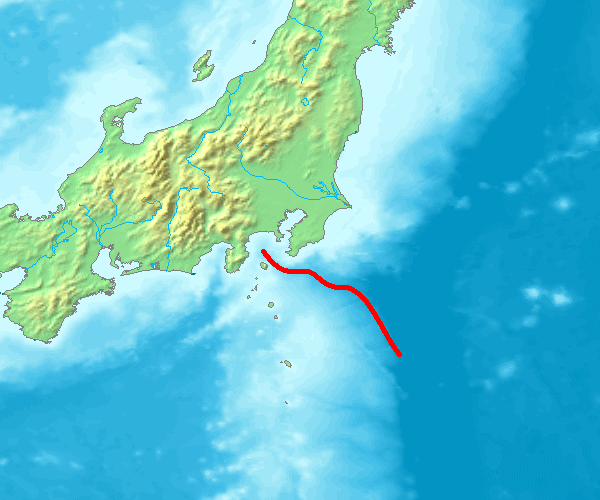
Sagami-Graben, nordöstlich folgt der Japangraben und südöstlich der Boningraben

Eine weitere günstige Bedingung für die reiche Bodenfauna ist das extrem gegliederte Bodenrelief der Sagamibucht, welches schon bei der Challenger-Expedition (1872–1876) Erwähnung fand und seine Entstehung den geologischen Besonderheiten verdankt. An der Ostküste der Hauptinsel Honshū treffen je 2 kontinentale und ozeanische Platten aufeinander – die Eurasische und Ochotskische sowie die sich darunter schiebenden Philippinische und Pazifische Platte. In dieser Kollisionszone ist eine seit dem Mesozoikum erhöhte und anhaltende vulkanische und seismische Aktivität zu verzeichnen, welche letztlich die Japanischen Inseln formte. Gefahren für den Menschen ergeben sich aus den Begleiterscheinungen der tektonischen Bewegungen, die sich in Vulkanausbrüche, Erdbeben und den als Tsunami bekannten Fluten äußern. Im Nordwesten der Bucht lag das Epizentrum des Großen Kantō-Erdbebens von 1923, welches das Ballungszentrum Yokohama-Tokio fast völlig zerstörte. Allein der Tsunami erreichte eine Höhe von 11 Metern und begrub die im Nordteil der Bucht gelegene Halbinsel Enoshima vollständig unter den Wassermassen. Die Sagami-Bucht und der Sagami-Graben sind ein Teil der erwähnten Subduktionszone, welche an dieser Stelle seit dem frühen Pleistozän, also vor rund 1,6 Millionen Jahren, einer Absenkung unterlag.

## Ökologie
Das 20. Jahrhundert brachte für die Sagamibucht wohl den grundlegendsten Wandel, der nicht ohne Auswirkung auf das Tiefseeleben blieb. Die Bildung eines gigantischen Wirtschaftszentrums und der damit verbundene Anstieg der Bevölkerungsdichte veränderte die Region dramatisch. Zusätzlich wird die Wasserqualität durch den starken Eintrag an Nährstoffen aus der sich im Südostteil anschließenden flachen Tokiobucht beeinträchtigt. Die Überfischung der Küstengewässer und Nutzung von Grundnetzen ist ein weiteres ernstes Problem. So liegen die Gefahren für die Artenvielfalt heute weniger in den natürlichen Bedingungen als vielmehr beim Menschen selbst.